# Sophie Carle
Sophie Carle (Luxemburgo, 7 de Junho de 1964)  é uma atriz e cantora  Luxemburguesa.  Sophie Carle tem entrado em diversos filmes franceses. Como cantora, representou o seu país natal no Festival Eurovisão da Canção 1984 (tendo sido a quarta cantora luxemburguesa a representar o Luxemburgo, já que os restantes eram de várias nacionalidades: franceses, gregos, alemães, etc), onde interpretou a canção "100% d'amour". Carle quase que abandonou a carreira musical, no entanto tem tido uma carreira a nível de representação no cinema e na televisão, participando em várias séries televisivas

## Filmografia
1. Cavalcade (2005)
2. Peur blanche (1998) (TV) como Nicole
3. Coup de vice (1996) .... Natacha
4. "Placé en garde à vue" (1994) TV series
5. Années campagne, Les (1992) como Evelyne
6. Triplex (1991) as Brigitte
7. "Gorille, Le" .... Mlle Bondon (1 episode, 1990)
8. "Câlins d'abord" (1989) TV series como Malou
9. Quicker Than the Eye (1989) como Silke
10. Diventerò padre (1988) (TV)
11. "Napoleon and Josephine: A Love Story" (1987) TV mini-series como  Claudine
12. "Or noir de Lornac, L'" (1987) TV series como Odette
13. Bing (1986) (TV)
14. À nous les garçons (1985) como Véronique
15. Souvenirs souvenirs (1984) como Muriel
16. Plus beau que moi, tu meurs (1982) como Fille énorme Seins

## Discografia
- 100% d'amour (1984)